# أليكس ماير
أليكس ماير (بالألمانية: Alex Meier)‏ (27 فبراير 1951 - ) هو لاعب كرة قدم ألماني، يلعب كمدافع، ولعب 8 مباريات.

## مسيرته

### مسيرته مع الأندية
- 1974 - 1975 لعب مع نادي مانهايم [الإنجليزية]‏ 8 مباريات.

## روابط خارجية
- أليكس ماير على موقع بيانات كرة القدم. دي إي (الألمانية)
- أليكس ماير على موقع عالم كرة القدم.نت (الإنجليزية)